# Малај
Малај или влашка проја традиционално је јело у ђердапском крају.
Спрема се од домаћег, крупније млевеног жутог кукуруза, којем се додају врућа вода и со. Пече се у машћу подмазаном плеху. Најукуснија је када се испече на шпорету на дрва или под црепуљом. Од остатака охлађеног малаја, издробљеног у тигању са врелом машћу, пошто му се дода издробљен овчији сир, припрема се пуфа.